# Itamintho erro
Itamintho erro là một loài ruồi trong họ Tachinidae.